# Carnot (couraçado)
O Carnot foi um couraçado pré-dreadnought operado pela Marinha Nacional Francesa, membro de um grupo de cinco navios semelhantes entre si que também tinha o Charles Martel, Jauréguiberry, Masséna e Bouvet. Sua construção começou em julho de 1891 no Arsenal de Toulon e foi lançado ao mar em julho de 1894, sendo comissionado na frota francesa em julho de 1897. Era armado com uma bateria principal composta por dois canhões de 305 milímetros montados em duas torres de artilharia únicas e dois canhões de 274 milímetros também em duas torres únicas, tinha um deslocamento de quase doze mil toneladas e conseguia alcançar uma velocidade máxima de dezoito nós.
O Carnot teve uma carreira relativamente tranquila e passou a maior parte de seu serviço alternando entre a Esquadra do Norte e a Esquadra do Mediterrâneo da frota francesa, em que suas atividades consistiram principalmente de manobras de treinamento. Ele juntou-se à Esquadra Internacional que interveio em 1897 e 1898 na revolta grega em Creta contra o domínio do Império Otomano, durante a Guerra Greco-Turca de 1897. O navio começou a passar por períodos na reserva a partir de 1903, sendo completamente retirado dos serviço ativo em 1913 e descomissionado no ano seguinte. Ele foi removido do registro naval em 1922, depois da Primeira Guerra Mundial, e enviado para desmontagem.

## Projeto
Em 1889, a Marinha Real Britânica aprovou a Lei de Defesa Naval, que resultou na construção dos oito navios da classe Royal Sovereign de encouraçados; essa grande expansão do poder naval britânico levou o governo francês a aprovar sua resposta, o Statut Naval (Lei Naval) de 1890. A lei exigia um total de vinte e quatro "cuirasses d'escadre" (encouraçados de esquadra) e uma série de outras embarcações, incluindo navios de defesa costeira, cruzadores e torpedeiros. A primeira etapa do programa previa um grupo de quatro encouraçados de esquadra que foram construídos com projetos diferentes, mas com as mesmas características básicas, incluindo blindagem, armamento e deslocamento. O alto comando naval emitiu os requisitos básicos em 24 de dezembro de 1889; o deslocamento não excederia 14 mil toneladas, o armamento primário consistiria em canhões de 303 e 274 milímetros, o cinturão blindado deveria ser de 450 milímetros, e os navios deveriam manter uma velocidade máxima de dezessete nós (31 quilômetros por hora). A bateria secundária deveria ser de canhões de 140 milímetros ou 160 milímetros de calibre, com tantas armas instaladas quanto o espaço permitisse.

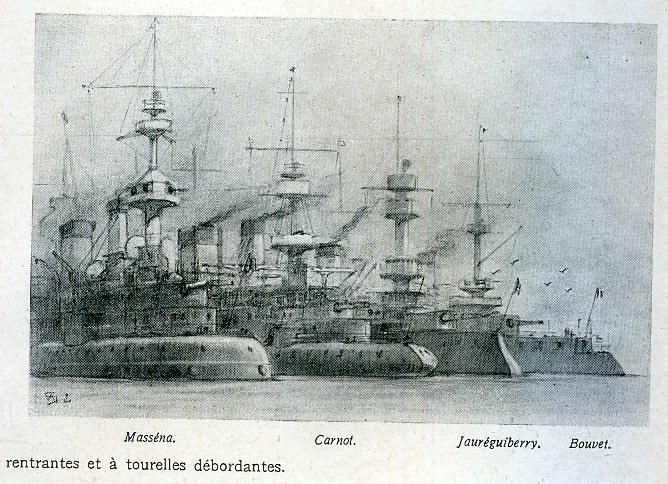
Desenho de Masséna, Carnot, Jauréguiberry, e Bouvet ancorados.

O projeto básico para os navios foi baseado num encouraçado anterior (Brennus), mas em vez de montar a bateria principal toda na linha central, os navios usaram o arranjo de losango de Magenta, que, em seu projeto, havia movido dois dos seus canhões da bateria principal para torres únicas. Embora a marinha tenha estipulado que o deslocamento poderia ser de até 14 mil toneladas, considerações políticas, nomeadamente objeções parlamentares ao aumento das despesas navais, levaram os projetistas a limitar o deslocamento para 12 mil toneladas. Cinco arquitetos navais submeteram propostas ao concurso; o projeto para Carnot foi preparado por Victor Saglio, o Sous-directeur des constructions navales (Subdiretor de Construção Naval) em Toulon. A marinha aceitou a proposta de Saglio e encomendou o navio em 10 de setembro de 1891. Embora o programa exigisse a construção de quatro navios no primeiro ano, cinco foram encomendados: Carnot, Charles Martel, Jauréguiberry, Bouvet e Masséna.
Ele e seus navios-irmãos não atingiram as expetativas durante seu serviço; sofriam com falta de estabilidade, e Louis-Émile Bertin, o Diretor de Construção Naval no final da década de 1890, referiu-se aos navios como "chavirables" (propensos a virar). Todos os cinco navios eram inferiores aos seus homólogos britânicos, particularmente a classe Majestic. Os navios sofriam com a falta de uniformidade de equipamentos, o que os tornava difíceis de manter em serviço, e suas baterias de canhões mistos de vários calibres dificultavam a artilharia em condições de combate, já que os respingos provocados pelos projéteis quando atingiam a água eram difíceis de diferenciar, ou seja, era quase impossível determinar qual bateria atingiu o alvo e qual o errou. Muitos dos problemas que assolavam os navios em serviço eram decorrentes da limitação de seus deslocamentos, principalmente sua estabilidade e navegabilidade.

### Características gerais
Carnot tinha 114 metros de comprimento entre perpendiculares e uma boca de 21 metros, sendo que seu calado media metros. Ele deslocava 11 954 toneladas. Seu castelo de proa lhe proporcionou uma borda livre alta na parte frontal, mas seu tombadilho foi reduzido ao nível do convés principal à ré. Seu casco possuía um tombo [en] projetado para fornecer a seus canhões de 274 milímetros amplos ângulos de disparo. O navio estava equipado com um mastro militar pesado e um mastro principal mais leve.

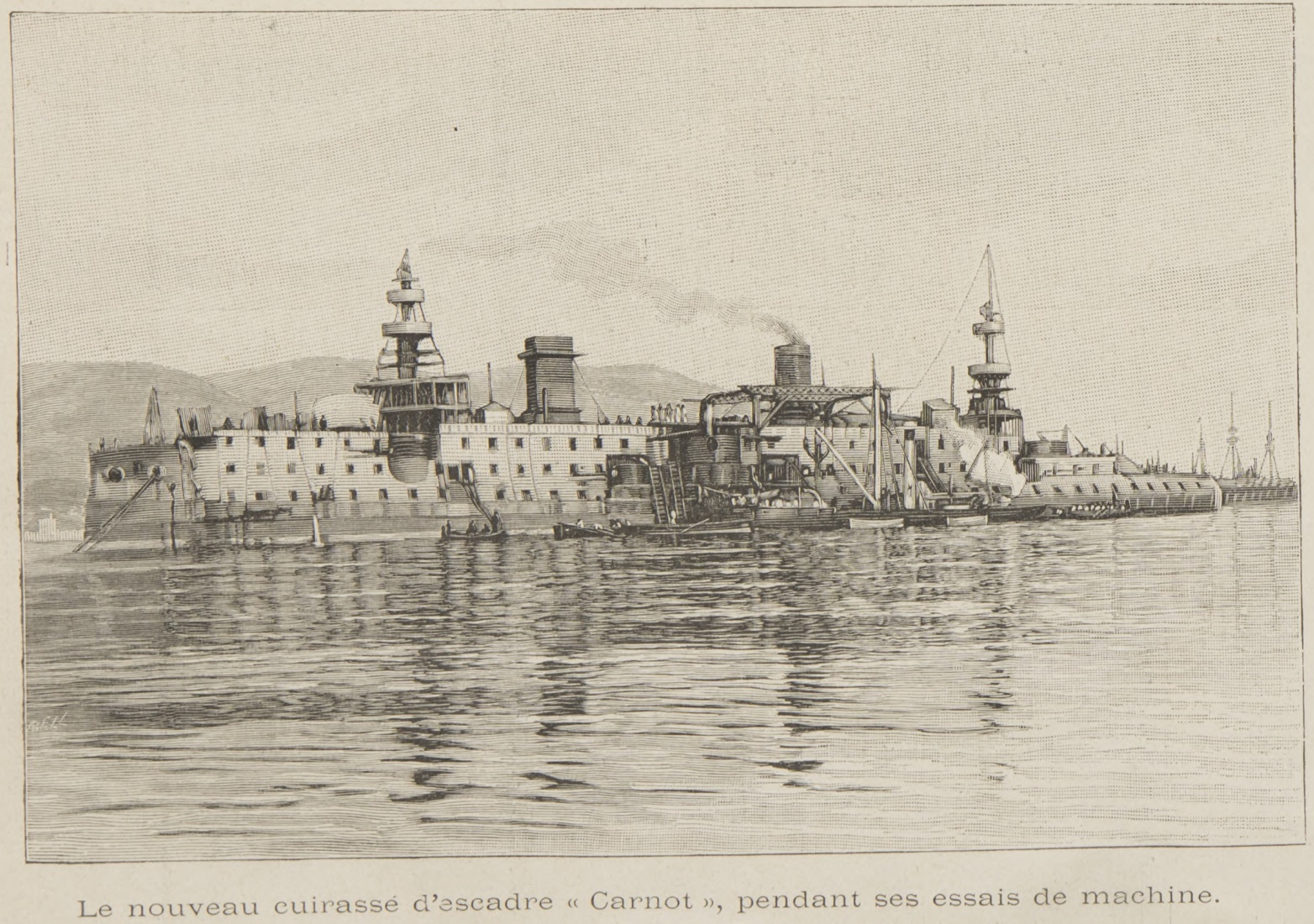
Ilustração de Carnot. Aqui podem servistas as vigias do navio que o tornaram mais suscestível a inundações em mares revoltos.

Sua ponte e outras superestruturas eram menores em comparação com Charles Martel para reduzir o peso máximo. Carnot estava equipado com mastros mais leves em vez dos mastros de combate pesados usados em sua meia-irmã. No entanto, sofria dos mesmos problemas de estabilidade de Charles Martel e muitos outros navios capitais franceses do período; os projetistas tentaram reduzir seu peso máximo removendo a ponte e substituindo seu mastro militar por um mastro mais simples e leve, mas essas mudanças não foram bem-sucedidas. Além disso, Carnot foi lançado com um número muito grande de vigias em seu casco, o que foi criticado pela redução na integridade estanque do casco que impuseram. Mais tarde na carreira do navio, muitas das vigias foram seladas para reduzir o risco de inundação. Carnot tinha uma tripulação de 647 oficiais e praças.
Carnot tinha dois motores a vapor de expansão tripla vertical de três cilindros fabricados pela Schneider-Creusot; cada motor acionava uma única hélice, com vapor fornecido por 24 caldeiras aquatubulares Lagrafel d'Allest. As caldeiras foram divididas em quatro salas e canalizadas em dois funis. Seu sistema de propulsão foi avaliado em 16 300 cavalos de potência, o que permitiu que o navio navegasse a uma velocidade de dezessete nós (31 quilômetros por hora) com tiragem forçada [en]. Como construído, poderia carregar 680 toneladas de carvão, embora o espaço adicional permitisse até 980.

#### Armamento e blindagem

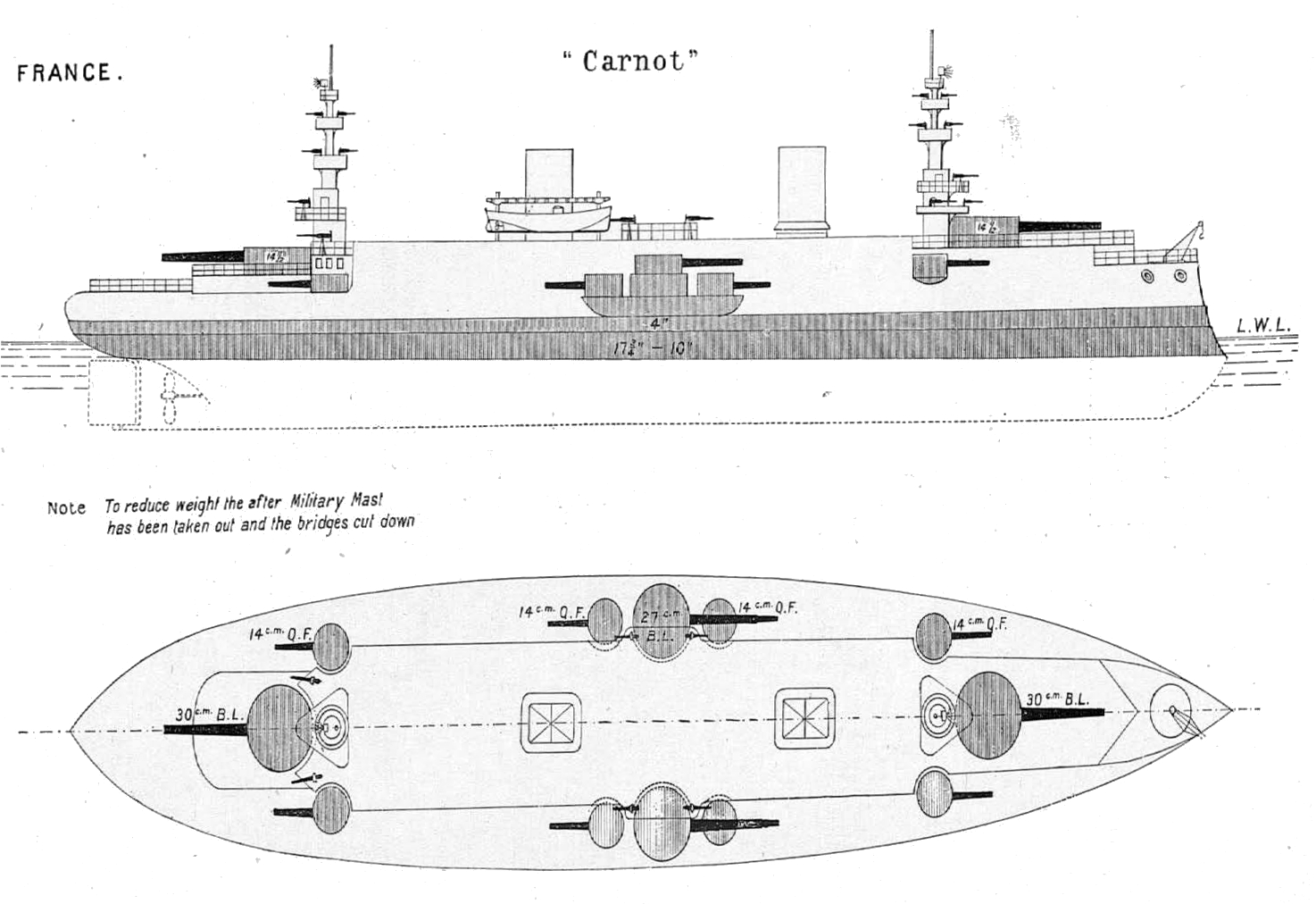
Ilustração panorâmica e lateral de Carnot.

O armamento principal de Carnot consistia em dois canhões de 305 milímetros Modèle 1887 em duas torres de um único canhão, uma para a frente e outra para trás. Também possuía dois canhões de 274 miliímetros Modèle 1887 em duas torres de canhão único, uma a meia nau de cada lado, o contrafeito estava localizado sobre o tombo aos lados do navio. Seu armamento secundário consistia em oito canhões de 138,6 milímetros Modèle 1888, que foram montados em torres simples nos cantos da superestrutura.
O armamento leve para defesa contra torpedeiros consistia em oito canhões de tiro rápido de 65 milímetros Modèle 1891 no convés a meia-nau e à frente e atrás da superestrutura, doze canhões de 47 milímetros Modèle 1885 e oito canhões giratórios de 37 milímetros. Seu armamento tinha o adicional de quatro tubos de torpedo de 450 milímetros, dois dos quais estavam submersos no casco do navio, com os outros dois em montagens de convés.
A blindagem do navio foi construída com aço níquel fabricado pela Schneider-Creusot. O cinturão principal era de 460 milímetros de espessura a meia nau, onde protegia os depósitos de munição e espaços de máquinas de propulsão, e afinava para 250 milímetros na borda inferior. Em cada extremidade da cidadela central, o cinturão foi reduzido para 305 milímetros na linha d'água e 250 milímetros na borda inferior. Acima do cinto estava uma blindagem lateral grossa (120 milímetros) que criava uma ensecadeira [en] altamente subdividida para reduzir o risco de inundação por danos de batalha. Os depósitos de carvão foram colocados atrás da blindagem lateral superior para aumentar sua resistência.
Os canhões da bateria principal foram protegidos com 380 milímetros de blindagem, enquanto as torres secundárias tinham cem milímetros. O convés era protegido por placas com noventa milímetros e abaixo havia um bolsão de estilhaços que tinha vinte milímetros de espessura, destinado a reter os fragmentos de projéteis que penetraram no convés principal, evitando que chegassem mais a fundo no navio. A torre de comando tinha 230 milímetros de blindagem.

## Histórico de serviço
Carnot teve sua quilha batida em Toulon em 1891 e foi lançado três anos depois, em 12 de julho de 1894, originalmente sob o nome Lazare-Carnot (homenagem a Lazare Carnot). O trabalho de equipagem do navio foi concluído dois anos depois e o navio começou os testes no mar em 1896. Depois de completá-los, o navio foi comissionado para a frota em julho de 1897. Naquela época, seu nome havia sido encurtado para Carnot, para homenagear seu homônimo original, bem como seu neto Marie François Sadi Carnot, que havia sido presidente da França até seu assassinato em 25 de junho de 1894. Imediatamente ao entrar em serviço, ele, Charles Martel e Jauréguiberry foram enviados para se juntar ao Esquadrão Internacional, que havia sido montado a partir de fevereiro. A força multinacional também incluía navios da Marinha Austro-Húngara, da Marinha Imperial Alemã, da Regia Marina, da Marinha Imperial Russa e da Marinha Real Britânica, e foi enviada para intervir na revolta grega de 1897–1898 em Creta contra o domínio do Império Otomano.

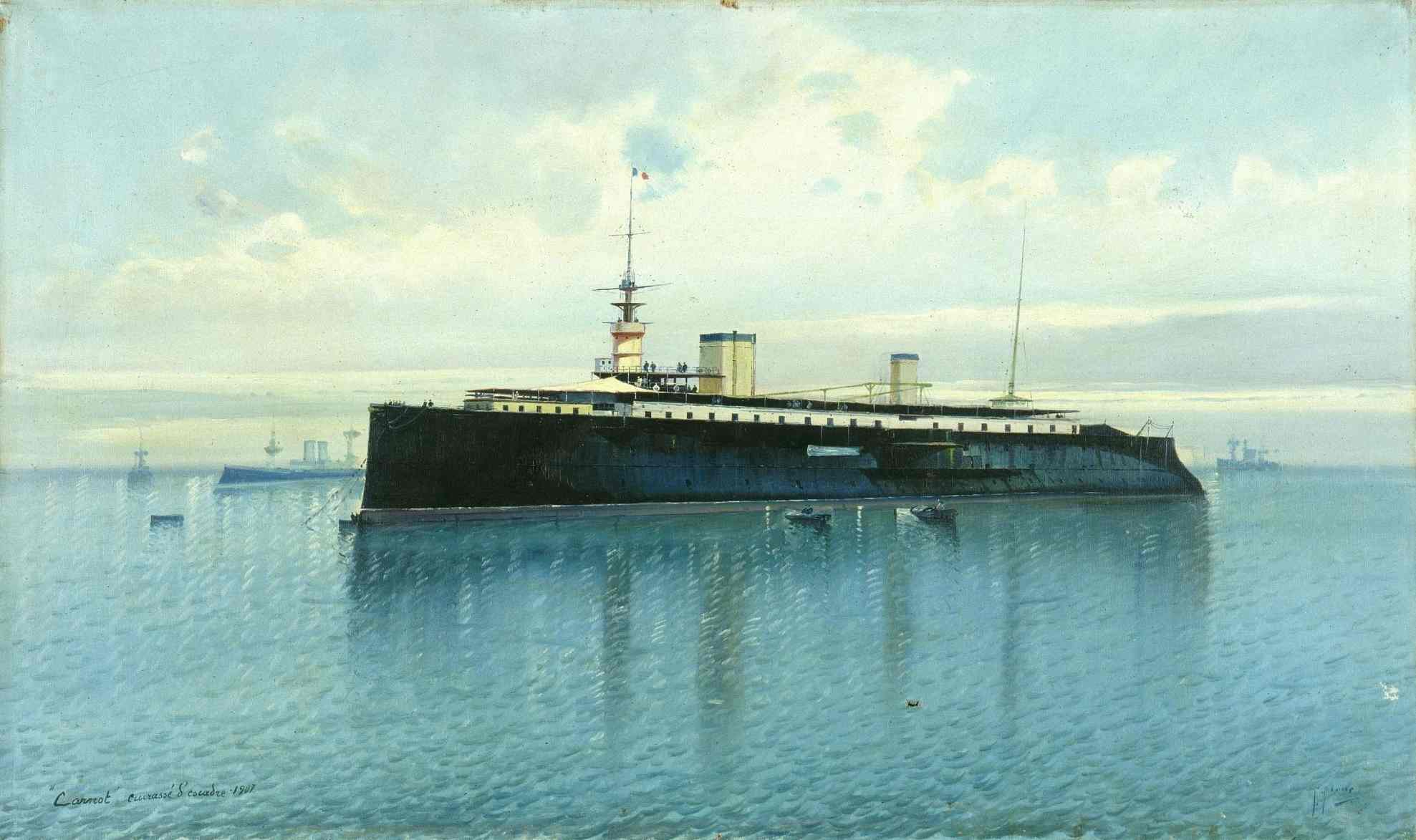
Pintura de Carnot.

Carnot passou a maior parte de sua carreira ativa alternando entre os esquadrões do Norte e do Mediterrâneo. Os encouraçados mais novos normalmente serviam no Mediterrâneo, enquanto os mais antigos eram designados para o Esquadrão do Norte. Em janeiro de 1900, ele foi designado para o Esquadrão do Norte, sob o comando do vice-almirante Ménard, substituindo Charlemagne. Em julho, ele e os outros navios do Esquadrão do Norte se encontraram com o Esquadrão do Mediterrâneo ao largo da costa de Portugal e depois navegaram para a Baía de Quiberon para exercícios conjuntos de treinamento. As manobras terminaram com uma revisão naval em Cherbourg em 19 de julho para o presidente Émile Loubet. Em 1902, Carnot foi transferido para o Esquadrão de Reserva do Esquadrão do Mediterrâneo, juntamente com os encouraçados Brennus, Charles Martel e Hoche e os três cruzadores blindados Pothuau, Amiral Charner e Bruix. O Esquadrão de Reserva foi comandado pelo contra-almirante Besson, que hasteou sua bandeira em Brennus. Toda a frota francesa, realizou extensas manobras no Mediterrâneo em julho e agosto daquele ano.
Carnot e Bouvet foram transferidos de volta para o Esquadrão do Norte em 1904. Carnot ainda estava servindo no Esquadrão do Norte em 1906, quando participou das manobras anuais de verão em junho–julho daquele ano. No ano seguinte, Carnot estava de volta ao Mediterrâneo no Segundo Esquadrão. Permaneceu no Segundo Esquadrão até 1911. Em 5 de janeiro de 1911, Carnot e o resto do Segundo Esquadrão foram transferidos para Brest. Mais tarde naquele ano, como a classe Danton de encouraçados começou a entrar em serviço, os navios do Segundo Esquadrão tornaram-se o Terceiro Esquadrão quando os Danton deslocaram os navios do Primeiro Esquadrão para o Segundo Esquadrão, que foi transferido de volta para Toulon. Durante este período, em 4 de setembro de 1911, os três esquadrões da frota francesa realizaram uma revisão naval em Toulon. Em 11 de janeiro de 1913, Carnot foi reduzido à reserva.
No início de 1914, o ministro naval francês Ernest Monis decidiu descartar Carnot, devido ao custo de manutenção do encouraçado há muito obsoleto, quase chegando aos vinte anos. Com a eclosão da Primeira Guerra Mundial, em agosto de 1914, Carnot estava no porto de Brest, junto com Charles Martel. Ambos os navios foram mantidos na lista efetiva, no entanto, aguardando a conclusão dos novos da classe Normandie. Carnot foi finalmente retirado do registro naval em 1922 e vendido para desmantelamento naquele ano.